# تدريب المعلمين قبل الخدمة
تدريب المعلمين قبل الخدمة هو عبارة عن التعليم والتدريب الذي يتلقاه المُعلمون المتدربون قبل توليهم أي أعمال تعليمية.
وقبل الالتحاق بأي برنامج تعليم قبل الخدمة يتعين حصول المتدربين على درجة سابقة، سواء أكانت عامة أو شرفية، في مادة من اختيارهم، (مثل اللغة الإنجليزية أو الرياضيات أو العلوم أو التربية الدينية).
تولي الأنظمة التربوية في شتى البلدان اهتمامًا خاصًا بمهنة التعليم وعمليات إعداد المعلمين وتدريبهم ورعايتهم مع اختلاف المستوى والفاعلية لرفع مستوى أداء العاملين بالقطاع التربوي، وزيادة فاعليتهم وتحسين أوضاعهم الاقتصادية والاجتماعية، وذلك كاستراتيجية لإصلاح الأنظمة التعليمية وخاصة في البلـدان المتقدمة كالولايات المتحدة الأمريكية التي يعتبر معظم رجال الفكر فيها أن المعلم الجيد إلى جانب المنهاج السليم هما مفتاح التفوق، ولهذا دعت لجنة التعليم قبل الجامعي إلى توفير أعداد كافية من المعلمين المـؤهلين لمواجهة التوسع في التعليم الذي صاحب التنامي المضطرد في أعداد السـكان، والعمل على تدريبهم وتنمية معارفهم ومهاراتهم، وتزويدهم بكل جديد، خاصة في مواد الرياضيات والعلوم والتكنولوجيا وجذب كفاءات من المعلمين الجدد على مستوى عالٍ من الإعداد، باعتبار المعلم المفتاح الحقيقـي للتعلـيم، والعامـل الرئيس في تحريك اهتمام الطلبة.
وفي الولايات المتحدة، يتعين على المتدربين في كثير من الأحيان إجراء اختبار قبل قبولهم في أي برنامج معتمد و/أو عند التخرج حتى يتسنى لهم الحصول على شهادة. ويكون تطبيق PRAXIS I أو PRAXIS II ضروريين عادةً لهذا الغرض. وأثناء برنامج التعليم قبل الخدمة يتعلم المدرس المتدرب كيفية استخدام خبرته لصياغة خطط الدرس لتدريسه في الفصل. وتتضمن الموضوعات العامة إدارة الفصل وخطط الدرس والتطور المهني. ويكمن التركيز الأساسي خلال تلك البرامج التعليمية في التدريب على التعليم حيث يلتحق المدرس المتدرب ببرنامج مدرسي (سواء أكان ابتدائيًا أو ثانويًا) ويتبع مدرسًا متمرسًا. وتتاح للمدرس المتدرب الفرصة لتطوير مهاراته من خلال خطط الدرس وتعلم كيفية التدريس وإدارة الفصل.
جدير بالذكر أن برامج ما قبل الخدمة ليست متشابهة وأن الشهادة التي يتم الحصول عليها في بلد ما من الممكن ألا يتم الاعتراف لها في بلد آخر. ففي الولايات المتحدة، نجد أن عملية التبادل بين الولايات محدودة.

## خطوات تيسير عملية تدريب ودعم المعلمين
• إعداد المواد المكتوبة وغيرها من مواد الدعم التي يمكن أن تصل إلى جميع المعلمين المعنيين.
• توفير التدريب أثناء الخدمة والدعم المستمر للمعلمين.
• دمج محتوى وطرق تعلم كيفية العيش معا والحد من مخاطر الكوارث كعنصر إلزامي في مناهج تعليم المعلم قبل الخدمة.
• إعداد ودعم المعلمين المشاركين في البرامج التجريبية المركزة.

## مراكز تدريب المعلمين
هناك أكاديميات ومراكز مختصة بتدريب المعلمين حول العالم، وهناك شركات عالمية اقتطعت جزء من مشاريعها لتقديم الدعم والتطوير المهني للمعلمين.

### أكاديميات تدريب المعلمين
1. أكاديمية التدريس: لتدريب المدرسين وتأهيلهم لسوق العمل بمهنة التدريس قبل وأثناء الخدمة، وتطوير العملية التعليمية، انطلقت من مصر إلى العالم كله.[3][4]
2. كليات التربية: وهذه الكليات باختلاف أماكنها وانتماء كل منهم للجامعة المختصة بها، إلا أن جميع كليات التربية تعمل على تحقيق هدف واحد، وهو إعداد المعلمين قبل الخدمة، والتدريب الميداني للطلاب المعلمين يساهم في تطويرهم المهني وإعدادهم لمهنة التدريس.
3. مدارس المعلمين العليا: هي مدارس عليا تقوم بإعداد وتطوير المعلمين قبل الخدمة.
4. الأكاديمية المهنية للمعلمين: هي مركز محلي وإقليمي ودولي، يضمن جودة منظومة التنمية المهنية المستدامة لأعضاء هيئة التعليم، بشراكة فاعلة مع كليات التربية والمؤسسات التعليمية.[5]

### شركات عالمية مساهمة في تدريب المعلمين
1. إدراك: هي منصة عربية تقدم دورات تدريبية في مختلف المجالات، ومنها مجال التدريس.
2. يوديمي: هي منصة عالمية تقدم دورات تدريبية في مختلف المجالات، ومنها مجال التدريس.
3. كورسيرا: هي منصة عالمية تقدم دورات تدريبية في مختلف المجالات من جامعات عالمية ومؤسسات تعليمية، ومنها مجال التدريس.
4. ميكروسوفت: هي شركة تقنية، لكنها اهتمت بمجال التعليم، وفي الآونة الأخيرة اهتمت بتدريب المعلمين.